# Sansevieria bella
Sansevieria bella là một loài thực vật có hoa trong họ Măng tây. Loài này được L.E.Newton mô tả khoa học đầu tiên năm 2000.